# Kombinat Trikotagen

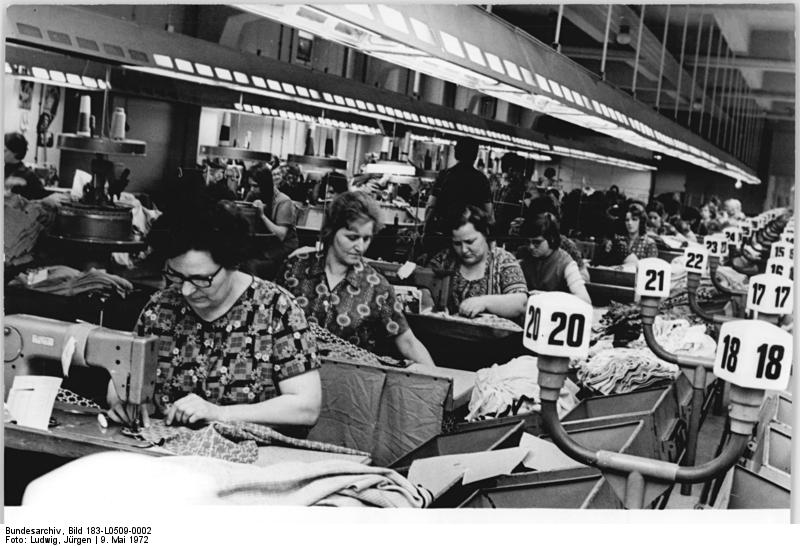
Thüringer Obertrikotagen Apolda

Der VEB Kombinat Trikotagen Karl-Marx-Stadt war als Kombinat ein Zusammenschluss von Textilbetrieben in der Deutschen Demokratischen Republik.
Die Betriebe des Kombinats produzierten Trikotage-Bekleidung, also gestrickte oder gewirkte Ware mit Trikotbindung. Vorgänger des 1979 gegründeten Kombinats war die VVB Trikotagen und Strümpfe Limbach-Oberfrohna, die ab 1958 die ehemalige Hauptverwaltung Trikotagen und Strümpfe ablöste. Im Jahr 1968 wurde der Sitz der VVB von Limbach-Oberfrohna nach Karl-Marx-Stadt verlegt.
Das Kombinat unterstand dem Ministerium für Leichtindustrie. Weitere zentral geleitete Kombinate im Zuständigkeitsbereich dieses Ministeriums sind in der Liste von Kombinaten der DDR aufgeführt.
Im Zuge der Wende und der anschließenden Wiedervereinigung wurde das Kombinat 1990 aufgelöst und seine Betriebe wurden privatisiert.

## Zugehörige Betriebe
Zum Kombinat gehörten zuletzt die folgenden Betriebe: 
- VEB Apart Apolda
- VEB Apoldaer Maschenwaren Apolda
- VEB Aprotex Limbach-Oberfrohna
- VEB Bunttrikotagen Callenberg
- VEB Doppelmoppel Trikotagenwerk Chemnitz
- VEB Eichsfelder Obertrikotagenwerk Dingelstädt
- VEB elastic-mieder Zeulenroda
- VEB Elegantia Lichtenstein
- VEB Erstlings- und Kinderbekleidungswerk Oschatz
- VEB Feinstrickwaren Goldfasan Burgstädt
- VEB Feinwäsche „Bruno Freitag“ Limbach-Oberfrohna
- VEB Herrenobertrikotagen Apolda
- VEB Kinderstrickmoden Apolda
- VEB Kinderstrickmoden Ebersbach
- VEB Modische Strickwaren Apolda
- VEB Mühlhäuser Strickmoden Mühlhausen
- VEB Obertrikotagen „Ernst Lück“ Wittstock
- VEB Obertrikotagen „Mülana“ Mühlhausen
- VEB Obertrikotagenveredelung Karl-Marx-Stadt
- VEB Polar Karl-Marx-Stadt
- VEB Raschelmode „Wirapol“ Apolda
- VEB Rationalisierungs und Automatisierungszentrum Trikot Limbach-Oberfrohna
- VEB Reco-Mieder Roßwein
- VEB Sanitas-Miederfabrik Zwickau
- VEB Spezialtrikot Karl-Marx-Stadt
- VEB Strickmoden Freiberg
- VEB Strickmoden Schönwalde
- VEB Strickwaren Oberlungwitz
- VEB Strickwaren „Stola“ Jahnsdorf
- VEB Strickwarenfabrik „Aktivist“ Zwickau-Planitz
- VEB Textilveredelungswerke Mühlhausen
- VEB Textilwerke „Clara Zetkin“ Burgstädt
- VEB Textilwerke Gornau
- VEB Texturseidenwerk Flöha
- VEB Thüringer Obertrikotagen Apolda
- VEB Trikotagenwerk „Spree“ Lübben
- VEB Trikotagenwerk „Kristall“ Taura
- VEB Trikotagenwerk Trikotex Wittgensdorf
- VEB Trikotagenwerke Crimmitschau
- VEB Untertrikotagen „Artiseda“ Limbach-Oberfrohna
- VEB Wirkmode Limbach-Oberfrohna
- VEB Wirkwaren „Eminett“ Cranzahl
- VEB Wirkwarendruck Frankenberg
- VEB WTZ Trikotagen und Strümpfe Limbach-Oberfrohna
- VEB Zentraler Rationalisierungsmittelbau Apolda
- VEB Zentrales Ersatzteillager Trikotagen und Strümpfe Hartmannsdorf